# Les Égarés (roman)
Pour les articles homonymes, voir Les Égarés.
 (octobre 2023).
Si vous disposez d'ouvrages ou d'articles de référence ou si vous connaissez des sites web de qualité traitant du thème abordé ici, merci de compléter l'article en donnant les références utiles à sa vérifiabilité et en les liant à la section « Notes et références ».
 (octobre 2023).
Les Égarés est un roman de Frédérick Tristan, paru en 1983 aux éditions Balland et ayant reçu le prix Goncourt la même année.

## Historique
Le roman remporte en novembre 1983 le prix Goncourt au deuxième tour de scrutin par sept voix contre deux voix aux Serpents de Pierre Bourgeade et une voix au Radeau de la méduse de François Weyergans,.

## Résumé
Alors que les prémices de la Seconde Guerre mondiale se présentent déjà dans toute leur horreur à qui se veut lucide, deux personnages se rencontrent comme par miracle ; l'un, Cyril Pumpermaker, un peu effacé, effrayé même des rumeurs du monde, vient d'achever un roman étrange qu'il hésite à publier, et l'autre, Jonathan-Absalon Varlet, brillant, séducteur, tout en charme et en apparence. Ces deux êtres n'en feront bientôt plus qu'un sous le pseudonyme de Chesterfield, qui, grâce à J.-A. Varlet, à son savoir-faire, à son sens des relations, va devenir célèbre et gagner un renom international puisque son œuvre sera couronnée par le prix Nobel. Mais peu à peu, ce récit - écrit dans l'ombre par Pumpermaker - porté en pleine lumière et en pleine gloire par Varlet, va faire de Chesterfield, et de celui qui lui donne un visage aux yeux du monde, l'image même de l'homme de ce siècle confronté à l'horreur, au mépris et à la douleur.
Par un étrange renversement des rôles dont Frédérick Tristan est coutumier, l'œuvre s'incarne dans son auteur présumé et en fait un témoin conscient, responsable, assumant son image et surtout s'efforçant de donner une réalité aux valeurs essentielles de l'homme digne de ce nom.

## Analyse
Ce roman où l'intérêt est perpétuellement relancé, qui nous est proche par les événements ou les drames qu'il nous nous rappelle est, dans l'œuvre de Tristan, le lieu où tout converge: la somme des thèmes familiers, les personnages des livres passés et à venir sous des masques divers, les angoisses qui l'habitent aussi bien que les questions essentielles de l'homme face à son destin et au mal qui l'entoure.
Savamment construit, il éclaire les œuvres antérieures autant qu'il donne des clés pour celles qui suivront, mais surtout, il associe le lecteur à la transfiguration quasi magique de ses héros, qui lui deviennent terriblement présents et essentiels.

## Éditions
- Éditions Balland, 1983  (ISBN 2-7158-0438-5).
- Éditions du Seuil, 1984  (ISBN 2-02-006999-7).
- Éditions Fayard, 2001.